# شهرستان واتکام (واشینگتن)
شهرستان واتکام، واشینگتن (به انگلیسی: Whatcom County, Washington) یک سکونت‌گاه مسکونی در ایالات متحده آمریکا است که در ایالت واشینگتن واقع شده‌است.
جمعیت این شهرستان،بنا به آخرین آمار در سال 2010،رقم 201,140 نفر را نشان میدهد.همچنین قریب به شانزده درصد از شهرستان واتکام را آب پوشانده است که از نظر ذخایر آبی،تا حد زیادی مطلوب است.

## خصوصیات
شهرستان واتکام ۶٬۴۸۲٫۷۸ کیلومترمربع مساحت دارد.